# Pierre-Louis Athénas
Pour les articles homonymes, voir Athénas.
Pierre-Louis Athénas (né à Paris le 3 février 1752 et mort à Nantes le 22 mars 1829) est un chimiste, physicien, industriel, érudit, homme politique et fonctionnaire français, directeur de la Monnaie de Nantes, conseiller général du département de la Loire-Inférieure.

## Biographie

### Chimiste et industriel
Pitre Pierre-Louis Athénas naît le 3 février 1752 dans la rue Mouffetard, à Paris. Son père, originaire de Lorraine, tient une droguerie. S'intéressant dès l'enfance à la chimie, il devient apprenti à l'apothicairerie de Saint-Germain-des-Prés. Il est un des élèves de Guillaume-François Rouelle (1703-1770). Il fait la connaissance de Joseph-François-Marie de Malherbe (1733-1827), dit « dom Malherbe », bénédictin de la Congrégation de Saint-Maur à Angers, qui confie à Pierre-Louis Athénas la mission de se rendre au Croisic, où il devait réaliser pour son compte les essais, exigés par l'Académie des sciences, destinés à valider son nouveau procédé d'extraction de la soude à partir sel marin. Athénas s'installe en Bretagne en 1777, il exécute sa mission et met au point une nouvelle technique pour obtenir de la soude à partir de pyrite, moins onéreuse que le soufre nécessaire au procédé de dom Malherbe. En 1784, il présente cette découverte à l'Académie des sciences. Dom Malherbe et Atnénas, qui sont devenus associés, construisent une manufacture à Bouguenais, mais sont rapidement confrontés à une vive concurrence et à la mort de leur principal financier. Pierre-Louis Athénas se lance alors dans la production d'acide sulfurique, la teinturerie et la distillation ambulante d'eau-de-vie.

### Révolution et Empire
Durant la Révolution, Pierre-Louis Athénas devient un proche du maire de Nantes Christophe-Clair Danyel de Kervégan (1735-1817). Ayant soutenu des opinions hostiles à Robespierre, il est emprisonné en juin 1794. Il fait partie des « hommes de talent » répertoriés dans chaque département à la demande de la Convention, entre dans le jury de l'École centrale créée à Nantes en 1795. Le 28 pluviôse an V (16 février 1797), il est nommé directeur de la Monnaie, dont l'Hôtel est alors installé place du Bouffay. Il est responsable de l'établissement durant une vingtaine d'années ; de nombreuses pièces sont créées sous sa direction, reconnaissable à son différent, une ancre de marine. Cette même année 1797, il est un des fondateurs de l'« Institut départemental des sciences et des arts de la Loire-Inférieure », qui donnera naissance à « Société académique de Nantes et de Loire-Atlantique », la plus ancienne société savante de Bretagne. Il est nommé conseiller général de la Loire-Inférieure par Napoléon Bonaparte, alors Premier consul, le 3 juin 1800 (14 prairial an VIII). En 1803, il occupe le poste de secrétaire de la Chambre de commerce de Nantes.

### Institut départemental des sciences et des arts de la Loire-Inférieure

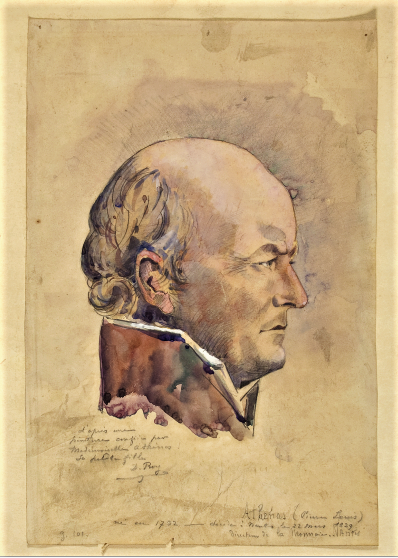
Pierre Louis Athénas.

Membre de cet institut à partir de 1798, Pierre-Louis Athénas produit des travaux sur la toponymie régionale, la minéralogie (il découvre notamment une mine d'étain à Piriac-sur-Mer), en agronomie, en mécanique agricole (une charrue, pour laquelle il reçoit, le 7 juin 1823, le prix de mécanique de l'Institut royal de France, porte son nom) et en archéologie. Il découvre notamment des haches de bronze à Saint-Jean-de-Boiseau, et trois épées de bronze dans les marais de Montoir-de-Bretagne.

### Mort et postérité
Il assure la direction la Monnaie de Nantes jusqu'au 13 janvier 1818. Il meurt le 22 mars 1829 à Nantes, où la rue Athénas, porte son nom depuis 1837. La rue Pitre-Athénas, à Rezé, où il a été propriétaire dans le quartier de la Morinière, lui rend également hommage.
Il avait épousé Marguerite Alexandrine Godot puis Marie Anne Bonamy (fille de François Bonamy).